# The Bats
Pour les articles homonymes, voir Bats.
The Bats est un groupe de rock néo-zélandais, originaire de Christchurch. Ils se forment en 1982 autour de Robert Scott (bassiste de The Clean) et de Paul Kean (ex membre de Toy Love). Ils s’arrêtent en 1988 pour reprendre en 1990, puis s'accordent une longue pause entre 1995 et 2005. Depuis At the national Grid en 2005, les albums sortent irrégulièrement, espacés de plusieurs années, mais reçoivent de très bonnes critiques de la part du public et des médias spécialisés.

## Biographie

### Origines et débuts (1981–1986)
Au début des années 1980, Robert Scott et Kaye Woodward se voient régulièrement à Christchurch. Scott jouait déjà de la basse au sein du groupe The Clean, et jouait aussi avec le bassiste Paul Kean dans le groupe éphémère Thanks to Llamas. Après que Scott ait appris certains morceaux à Woodward, les trois commencent à jouer localement sous le nom de The Percy Taiwan Band. Après l'arrivée de Malcolm Grant des Bilders à la batterie, ils se rebaptisent The Bats.
The Bats jouent d'abord à Dunedin pendant le réveillon du nouvel an 1982. Dans les deux années qui suivent, ils s'impliquent dans les scènes musicales de Christchurch et Dunedin, avant de sortir un premier EP, By Night (1984), au label néo-zélandais Flying Nun Records. Le groupe pase encore les deux prochaines années à tourner en Nouvelle-Zélande et en Australie, puis sort l'EP And Here Is 'Music for the Fireside (1985). Les premières sorties du groupe s'accompagnent habituellement de vidéos à petit budget, notamment pourBy Night, I Go Wild et Downfall,.
Le groupe tourne en Europe, jouant au Royaume-Uni et en Allemagne, avec Alex Chilton. Ils enregistrent l'EP Made Up in Blue au Point Studio de Londres) en décembre 1985. Made Up in Blue, le premier single publié au Royaume-Uni par Flying Nun, est récompensé « single de la semaine » par le magazine NME. Ils enregistrent et sortent ensuite leur premier album, Daddy's Highway.

### Succès (1987–1994)
The Bats reviennent en Nouvelle-Zélande pour terminer Daddy's Highway, qui est publié en 1987. L'album est souvent cité comme le meilleur album néo-zélandais des années 1980. En 2000, il atteint la 88e place du top 100 des meilleurs albums de tous les temps au magazine Rip It Up. Des morceaux notables incluent North By North, Tragedy et le premier single, Block of Wood.
Le deuxième album des Bats, The Law of Things (1990), continue dans la lignée musicale de ses prédécesseurs. Il fait participer Alastair Galbraith au violon,comme pour Daddy's Highway. En 1991, The Bats publie l'album Fear of God qui restera trois mois dans les classements français. Toujours en 1990, Flying Nun réédite les trois premiers EP en une compilation intitulée Compiletely Bats.
Le groupe jouit du succès, à cette période, aux États-Unis. Entre 1986 et 1993, The Bats y tournent quatre fois, incluant 14 dates avec Radiohead en 1993. Leur quatrième album, Silverbeet, atteint la sixième place des charts du College Music Journal.
Leur album qui suit, Couchmaster (1995), sera leur dernier pendant les dix années qui suivent.

### Retour (depuis 1995)

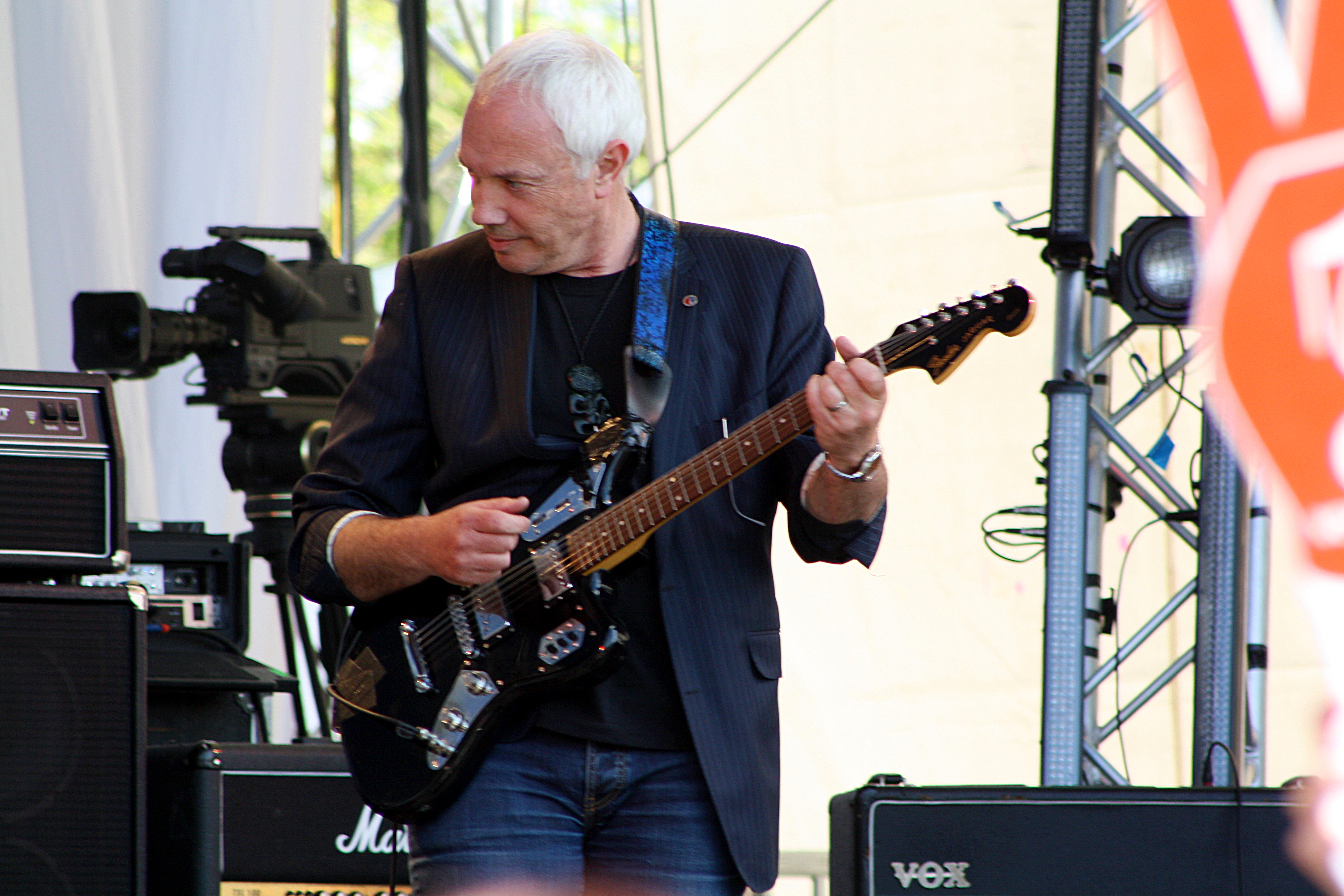
Le maire Bob Barker avec les Bats.

Depuis 1995, The Bats prennent une pause, les membres souhaitant passe rdu temps sur d'autres projets musicaux ou avec leur famille. Scott revient au sein de The Clean pour une tournée de réunion, et publie un album solo, The Creeping Unknown, en 2001, tandis que Woodward, Kean etGrant forment un autre groupe, Minisnap. En 2000, la compilation Thousands Of Tiny Luminous Spheres est publiée chez Flying Nun Records. The Bats continuent de jouer occasionnellement tournant aux côtés de Minisnap.
En septembre 2005, The Bats publient leur premier album en dix ans, At the National Grid, sur leur propre label, Pocket Music. À l'international, l'album est publié par Little Teddy Records en Allemagne, Magic Marker aux US, et Egg Records au Royaume-Uni. L'album est bien accueilli par la presse spécialisée. Il est diffusé sur les radios universitaires américaines, menant le groupe à jouer au festival SXSW Festival en 2006.
Leur septième album, The Guilty Office, est enregistré à Heathcote Valley, Christchurch, et publié le 1er décembre 2008 chez Arch Hill Recordings accompagné du premier single, Castle Lights. Il sort à l'international chez YesBoyIcecream au Royaume-Uni et en Europe, Kning Disk en Scandinavie, Hidden Agenda Records aux US, et Mistletone en Australie. The Guilty Office est cité dans le top 5 de 2008 par l'animateur néo-zélandais John Campbell, et bien accueilli notamment par AllMusic et Mojo Magazine. Le groupe tourne au Royaume-Uni et en Europe en mai et en juin 2009 en soutien à l'album. En octobre 2010, le groupe joue un concert gratuit au Hagley Park de Christchurch après le séisme de Canterbury en 2010, devant 140 000 spectateurs. Le maire de Christchurch de l'époque, Bob Parker, se joint aux Bats  pour jouer de la guitare,.
En 2011, The Bats se réunissent sur leur label Flying Nun et publient un huitième album, Free All the Monsters, décrit par Pitchfork  comme « sans doute leur meilleur album ». L'album es publié chez Mistletone Records en Australie, Revolver/Midheaven Distribution aux US, et Forte Distribution au Royaume-Uni et en Europe. Il est nommé pour un Taite Music Prize.

## Membres
- Malcolm Grant
- Paul Kean
- Robert Scott
- Kate Woodward

## Discographie
- 1984 : By Night (EP)
- 1985 : And Here Is 'Music for the Fireside'! (EP)
- 1986 : Made Up in Blue (EP)
- 1987 : Daddy’s Highway
- 1990 : The Law of Things
- 1990 : Compiletely Bats (compilation)
- 1991 : Fear of God
- 1993 : Silverbeet
- 1995 : Couchmaster
- 2000 : Thousands of Tiny Luminous Spheres (compilation)
- 2005 : At the National Grid
- 2008 : The Guilty Office
- 2011 : Free All the Monsters
- 2016 : The Deep Set